# بلكن (تشيشير)
بلكن (بالإنجليزية: Blacon)‏ هي قرية تقع في المملكة المتحدة في شمال غرب إنجلترا.  يقدر عدد سكانها بـ 13,495 نسمة .

## أعلام
- ستان بنيون